# Паспорт гражданина Казахстана

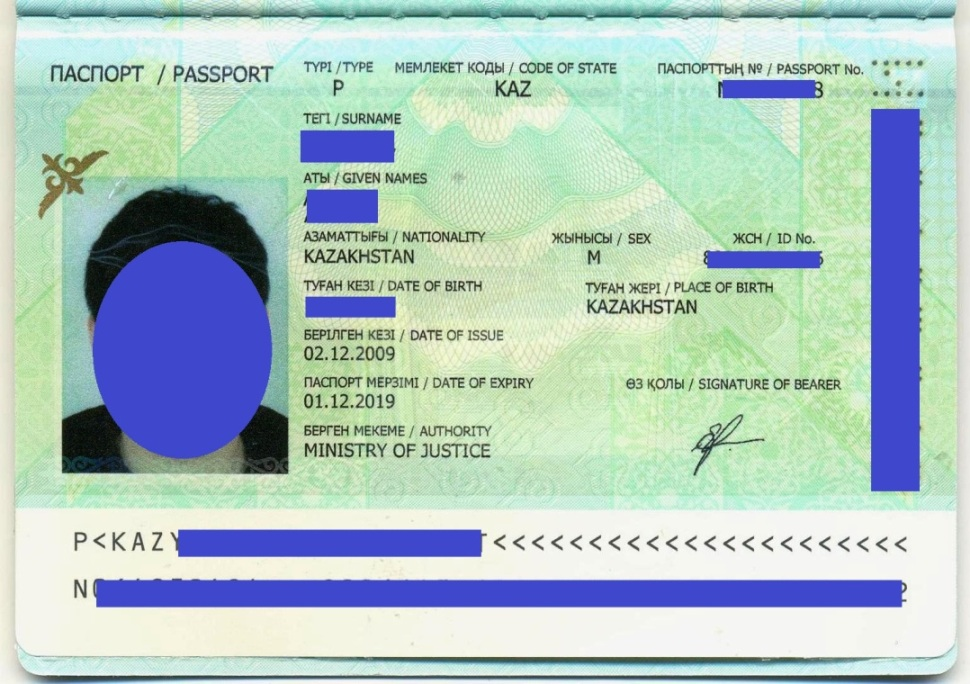
Информационная страница биометрического паспорта

Визовые требования для граждан Казахстана:
Казахстан
Пребывание без ограничений
Безвизовый режим
Виза по прибытии
Электронная виза
Виза доступна как в электронном виде, так и по прибытии
Визовый режим

Паспорт гражданина Республики Казахстан (каз. Қазақстан Республикасының азаматынын паспорты) является официальным документом, удостоверяющим личность. Выдаётся гражданам Казахстана, по их желанию, независимо от возраста. Введён с 24 декабря 2008 года постановлением Правительства Республики Казахстан № 1235.
Паспорт с биометрическими данными выдаётся всем гражданам страны, включая несовершеннолетних детей. Срок его действия — десять лет.

## Описание
Паспорт голубого цвета, с надписью (каз. Қазақстан Республикасы) «Republic of Kazakhstan» и (каз. Паспорт) «Passport» на казахском и английском языках. В центре золотым тиснением нанесён герб Казахстана. Паспорт изготавливается на казахском языке или, по желанию владельца, на русском, а также на английском.
В паспорт вклеивается фотография владельца и вносятся следующие записи и отметки:
1. виза иностранного государства;
2. отметка пограничного контрольно-пропускного пункта о пересечении границы;
3. отметка о продлении срока действия паспорта.

Отметки в паспорте, проставляемые государственными органами Республики Казахстан, оформляются штампами, форма которых устанавливается уполномоченными органами, а также Министерством иностранных дел Республики Казахстан и Комитетом национальной безопасности Республики Казахстан. Производить в паспортах какие-либо другие отметки запрещается.
Паспорт гражданина Республики Казахстан является документом, удостоверяющим личность владельца при выезде и за пределами Республики Казахстан. Паспорт гражданина Республики Казахстан имеет срок действия десять лет. По заявлению гражданина срок действия паспорта может быть продлён уполномоченным органом ещё на один год.
Новый казахстанский паспорт не содержит отчества.

### Заметки в паспорте

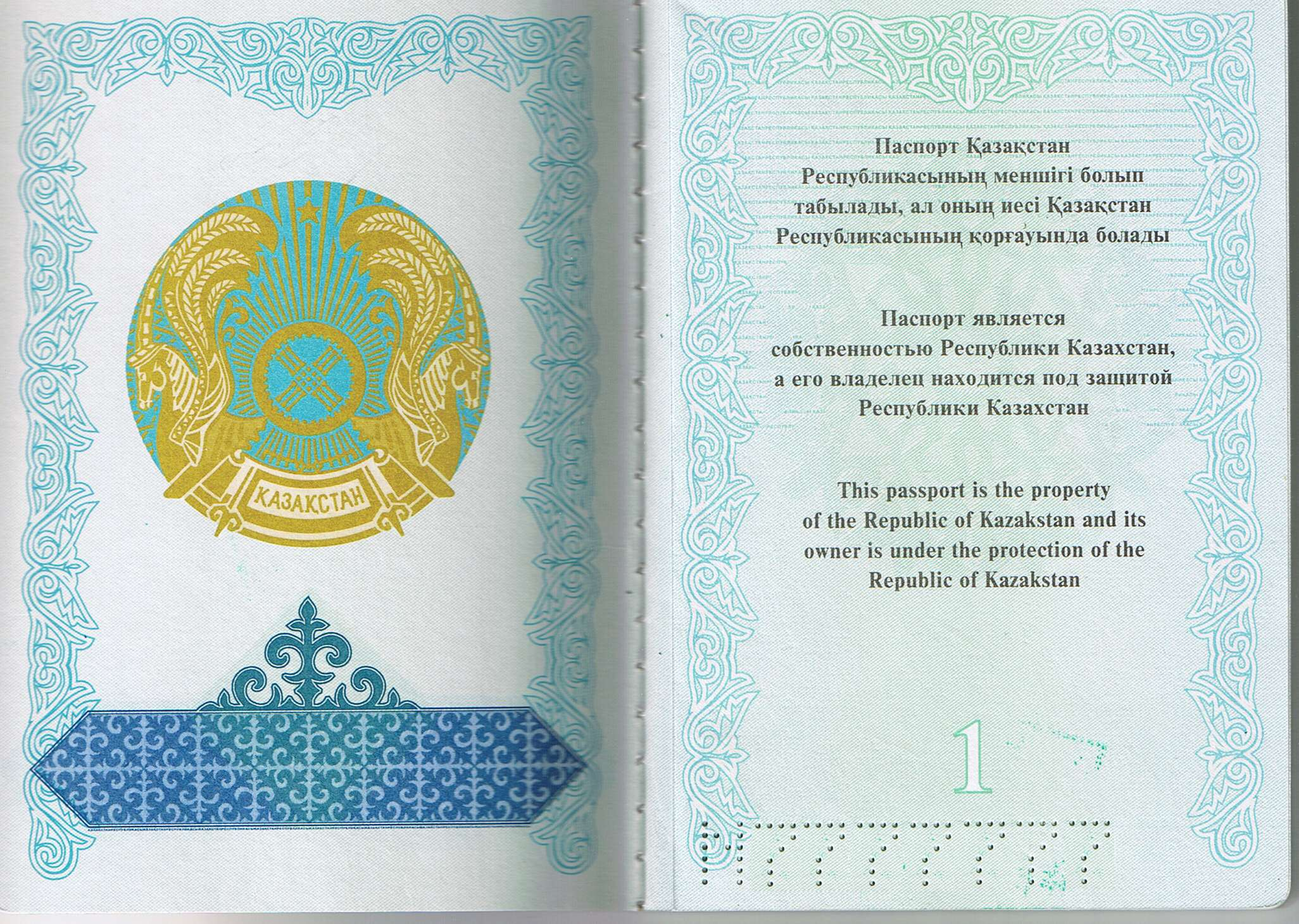
Заметка от правительства (старый небиометрический паспорт)

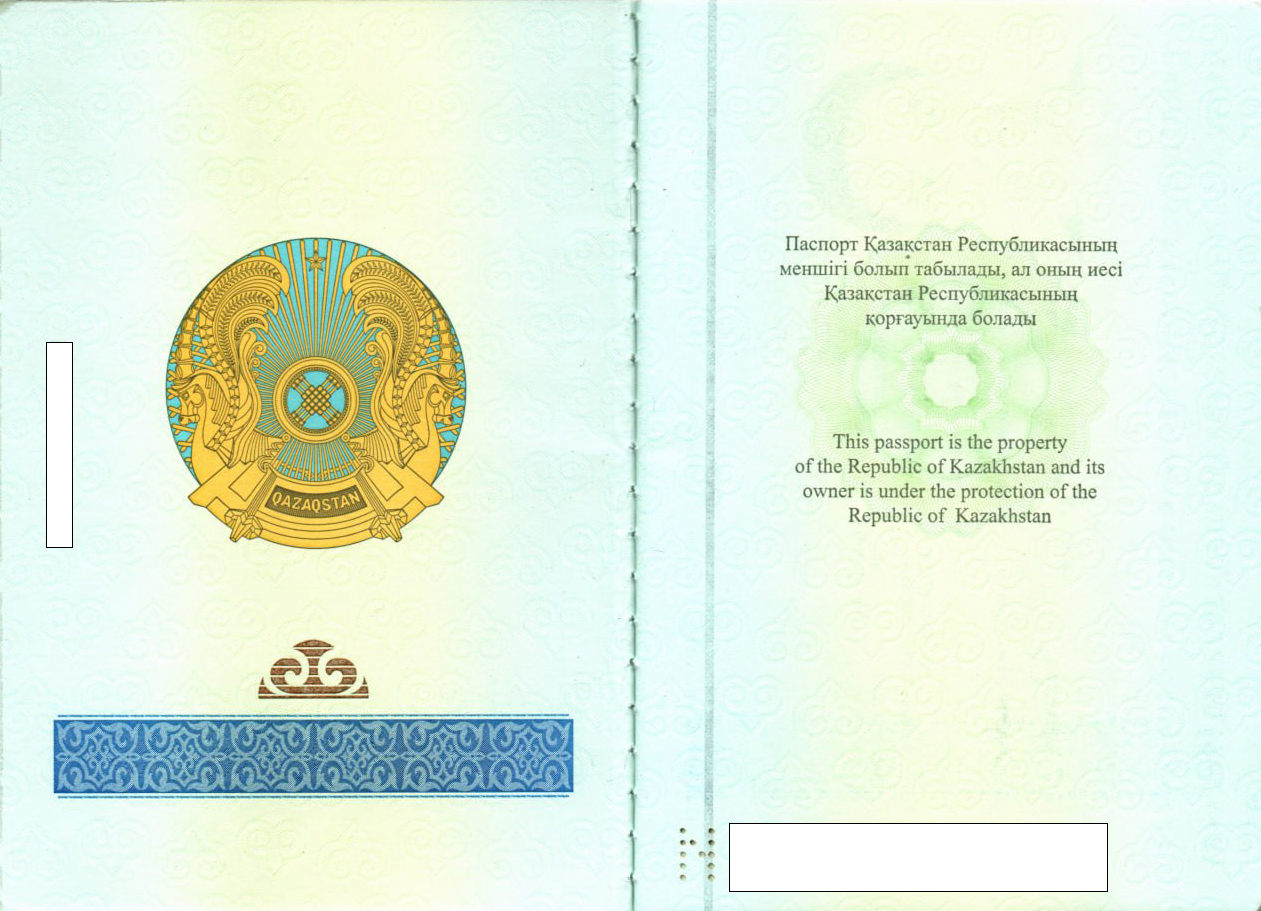
Заметка от правительства (новый биометрический паспорт)

Паспорт содержит заметку от правительства, выдавшего паспорт, адресованную правительствам других стран, она идентифицирует владельца паспорта как гражданина этой страны, и просит, чтобы его или её пропустили и относились согласно международным нормам. Заметка в старом небиометрическом казахстанском паспорте гласит:
На казахском:
Паспорт Қазақстан Республикасының меншігі болып табылады, ал оның иесі Қазақстан Республикасының қорғауында болады.
На русском:
Паспорт является собственностью Республики Казахстан, а его владелец находится под защитой Республики Казахстан.
На английском:

The passport is the property of the Republic of Kazakhstan, and its owner is under the protection of the Republic of Kazakhstan.

### Стоимость изготовления паспорта
Государственная пошлина за изготовление паспорта — 8 МРП (в 2021 году — 23 336 тенге, то есть около 56 долларов США).
В 2025 году есть возможность приобрести стандартные - 36 страничные паспорта и 48 страничные.
Пошлина сохранилась на уровне 8 МРП (36 страниц) - 31 456 тенге (62,5$) и для 48 страниц - 12 МРП или 47 186 тенге (94$).